# Барабошкин, Николай Дмитриевич
Николай Дмитриевич Барабошкин — советский хозяйственный и государственный деятель, лауреат Государственной премии СССР за выдающиеся достижения в труде.

## Биография
Родился в 1932 году в деревне Камень. Член КПСС.
Окончил Костромское ремесленное училище № 3.
В 1946—1949 годах — рабочий, в 1949—1951 годах — помощник мастера ткацкого производства Костромского льнокомбината имени И. Д. Зворыкина.
В 1951—1955 годах — военнослужащий Советского флота, член экипажа подводной лодки в составе Тихоокеанского флота.
В 1955—1993 годах — помощник мастера ткацкого производства Костромского льнокомбината имени И. Д. Зворыкина Министерства текстильной промышленности РСФСР.
Заслуженный работник текстильной и легкой промышленности РСФСР (1984).
За большой личный вклад в увеличение производства высококачественных товаров народного потребления был в составе коллектива удостоен Государственной премии СССР за выдающиеся достижения в труде 1986 года.
Почетный гражданин города Костромы (2000).
Умер в Костроме в 2003 году.

## Награды
- Орден Октябрьской Революции (1981)
- Орден Трудового Красного Знамени (1974)